# Lee Rocker

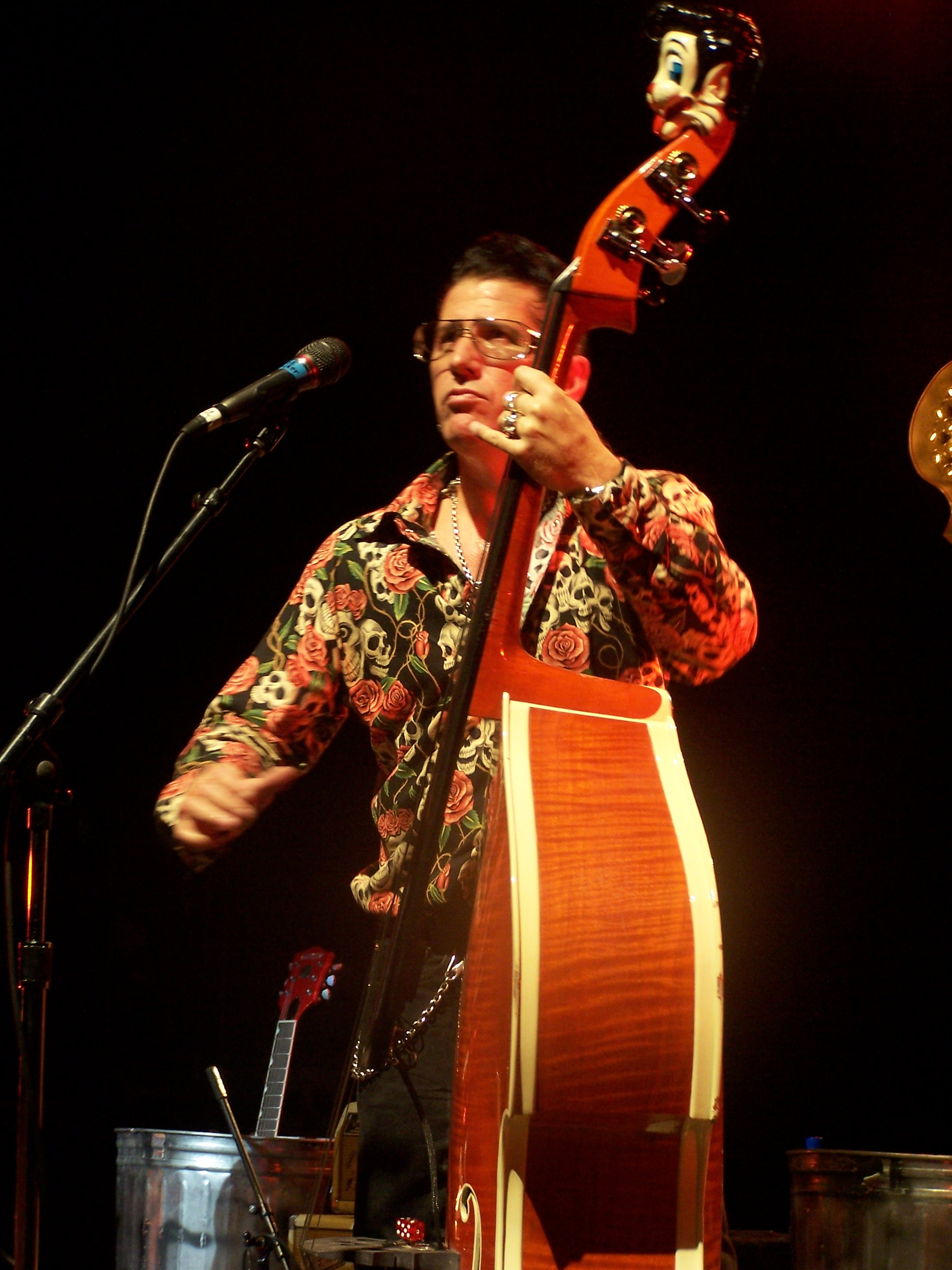
Lee Rocker i Uptown, Kansas City

Lee Rocker, eg. Leon Drucker, född 3 augusti 1961 i Massapequa, Long Island, New York, är en amerikansk musiker. Han spelar ståbas, och är nog mest känd från sin tid som medlem i Stray Cats. Han uppträder nu som soloartist.